# Étienne-Maurice Falconet
Étienne Maurice Falconet (1 de desembre de 1716 – 4 de gener de 1791) és un dels principals escultors de l'estil Rococó, la seva patrocinadora va ser Madame de Pompadour.

## Biografia
Falconet era d'una família pobra de París. De jove, les seves figuretes d'argila van atraure l'atenció de l'escultor Jean-Baptiste Lemoyne, que el va fer el seu deixeble. Amb una de les seves primeres escultures, Milo de Croton, va ser admès a l'Académie des beaux-arts el 1754.
Als Salons de París de 1755 i 1757 va presentar els seus marbres titulats L'Amour i Nymphe descendant au bain actualment al Louvre. El 1757 Falconet va ser nomenat director d'escultura a la nova Manufacture royale de porcelaine de Sèvres
La influència del pintor François Boucher i del ballet i teatre contemporani són evidents ene els temes escollits per Falconet.
Va ser invitat a anar a Rússia per part de Caterina la Gran el setembre de 1766. A Sant Peterburg va fer una estàtua colossal de Pere el Gran en bronze, junt amb la seva germanastra i deixeble Marie-Anne Collot. El 1788, va tornar a París i dirigí l'Académie des beaux-arts. Gran part de les obres de tema religiós de Falconet van ser destruïdes durant la Revolució francesa.
Denis Diderot li confià el capítol "Escultura" de l'Encyclopédie
Els escrits de Falconet sobre l'art continguts en les seves Oeuvres littéraires es van publicar a Lausanne, el 1781–1782.
El pintor Pierre-Étienne Falconet era fill seu.

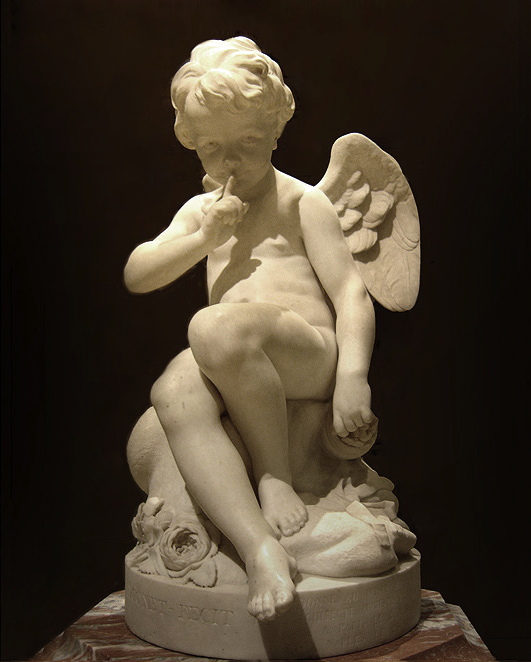
Amour menaçant, Rijksmuseum, Amsterdam
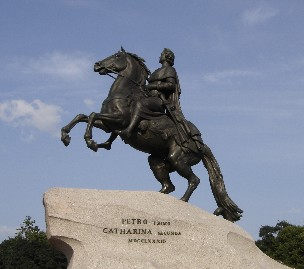
El cavaller de bronze, un monument famós a Pere el Gran a Sant Petersburg
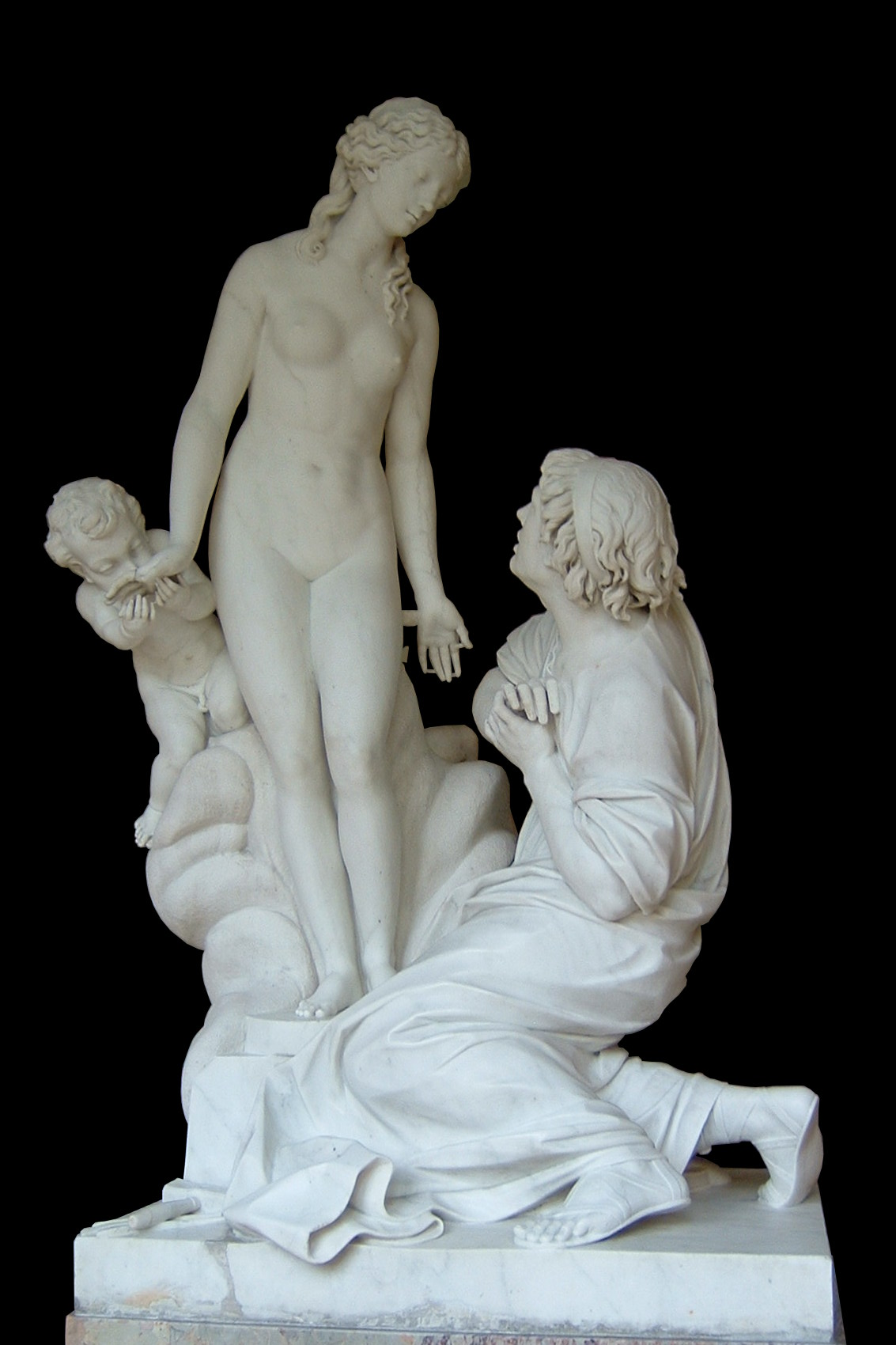
Pigmalió i Galatea, Hermitage